# Sublette (Kansas)
Sublette és una població dels Estats Units a l'estat de Kansas. Segons el cens del 2000 tenia 1.592 habitants.

## Demografia
Segons el cens del 2000, Sublette tenia 1.592 habitants, 574 habitatges, i 441 famílies. La densitat de població era de 653,9 habitants/km².
Dels 574 habitatges en un 41,1% hi vivien nens de menys de 18 anys, en un 67,2% hi vivien parelles casades, en un 7,3% dones solteres, i en un 23% no eren unitats familiars. En el 20,9% dels habitatges hi vivien persones soles el 10,8% de les quals corresponia a persones de 65 anys o més que vivien soles. El nombre mitjà de persones vivint en cada habitatge era de 2,77 i el nombre mitjà de persones que vivien en cada família era de 3,22.
Per edats la població es repartia de la següent manera: un 32% tenia menys de 18 anys, un 8,2% entre 18 i 24, un 26,5% entre 25 i 44, un 22,2% de 45 a 60 i un 11,1% 65 anys o més.
L'edat mediana era de 33 anys. Per cada 100 dones de 18 o més anys hi havia 97,3 homes.
La renda mediana per habitatge era de 40.161 $ i la renda mediana per família de 43.167 $. Els homes tenien una renda mediana de 33.611 $ mentre que les dones 22.708 $. La renda per capita de la població era de 17.787 $. Entorn del 7,8% de les famílies i el 12,1% de la població estaven per davall del llindar de pobresa.

## Poblacions més properes
El següent diagrama mostra les poblacions més properes.